# Brinsley Le Poer Trench (8e comte de Clancarty)
William Francis Brinsley Le Poer Trench, 8e comte de Clancarty, 7e marquis de Heusden (né le 18 septembre 1911 ; mort le 18 mai 1995) est un ufologue. Il est aussi comte d'Irlande, et un noble dans la noblesse des Pays-Bas.

## Biographie
Il est le cinquième fils de William Frederick Le Poer Trench, 5e comte de Clancarty par Mary Gwatkin Ellis. Il a cinq demi frères plus âgés nés de la première femme du cinquième comte, Isabel Maud Penrice Bilton, l'actrice connue sous le nom de Belle Bilton, décédée d'un cancer en 1906. Brinsley faut ses études au Pangbourne Nautical College.
De 1956 à 1959 Clancarty édite la Flying Saucer Review et il fonde l’International Unidentified Object Observer Corps. Il trouve également un emploi par la vente d'espace publicitaire pour un magazine de jardinage en face de la gare de Londres Waterloo.
En 1967, il fonde Contact International dont il est le premier président. Il est aussi vice-président de la British UFO Research Association (BUFORA). Clancarty est membre honoraire à vie  de l'ex- Ancient Astronauts Society qui défend les idées mises en avant par Erich von Däniken dans son livre Présence des extraterrestres, publié en 1968.
En 1975 il accède au titre de comte lors du décès de son demi-frère Grenville Sydney Rocheforte, 7e comte de Clancarty, ce qui lui donne un siège au Parlement du Royaume-Uni. Il profite de cette position pour fonder un groupe d'étude des ovnis à la Chambre des lords et introduire la Flying Saucer Review à sa bibliothèque, militant pour la déclassification des informations concernant les ovnis.
Quatre ans plus tard, il organise un débat sur les ovnis à la Chambre des lords qui mobilise de nombreux orateurs.

### En français
- Le Peuple du ciel (1960), édition "J'ai lu" (ASIN B0000DR4EO)
- Les Géants venus du ciel, édition "J'ai lu" (ASIN B0014MMJKC)

### En anglais
- Men Among Mankind (1962)
- Forgotten Heritage (1964)
- The Flying Saucer Story (1966)
- Operation Earth (1969)
- The Eternal Subject (1973)
- Secret of the Ages (1974).
- Reptiles from the Internal World (1979)
- China in the Closet: A Romantic Mystery (1981)
- Egos and Sub-Egos (1983)
- UFOs: Just Shiny Birds? avec Anna Robb (1984).